# 후지시마정
후지시마정(藤島町)은 야마가타현 히가시타가와군에 존속했던 정이다
2005년 10월 1일에 쓰루오카 시, 하구로 정, 구시비키 정, 아사히 촌, 아쓰미 정이 신설 합병하여 새로운 쓰루오카시가 되어 소멸했다.

## 역사
- 1889년 4월 1일 - 정촌제 시행과 함께 히가시타가와군 후시시마촌이 성립하였다.
- 1914년 11월 1일 - 도에이촌 이즈미촌과 경계를 변경하였다.
- 1919년 8월 23일 와타마에촌 요코야마촌과 경계를 변경하였다.
- 1922년 5월 10일 - 정으로 승격하였다.
- 1954년 12월 1일 - 도에이촌, 나가누마촌, 야에지마촌과 합병하였다.
- 1955년 1월 1일 - 와타마에촌과 합병하였다.
- 2005년 10월 1일 - 합병으로 쓰루오카시가 되었다.

## 경제
동네 전역에서 벼농사가 활발했었다. 채소와 과수 재배 등도 이루어지고 있다.

## 자매도시
- 나요로시 (홋카이도)
  - 1966년부터 자매도시 제휴

## 교통

### 철도
- 동일본 여객철도 우에쓰 본선

### 도로
- 국도 345호선